# Степанов, Сергей Аркадьевич
Серге́й Арка́дьевич Степа́нов (19 февраля 1955, Ленинград — 12 ноября 2019, Екатеринбург) — советский и российский учёный-правовед, доктор юридических наук, профессор, директор Института частного права (г. Екатеринбург).

## Биография
Родился в Ленинграде в семье военного.
В 1976 г. окончил с отличием Свердловский юридический институт по специальности «Правоведение». После окончания института работал следователем в прокуратуре Читинской области, затем старшим следователем в прокуратуре г. Каменска-Уральского Свердловской области.
С 1997 г. являлся директором Института частного права в г. Екатеринбурге, с 2017 г. — профессор кафедры теории государства и права Уральского государственного юридического университета.
В феврале 2000 г. защитил диссертацию на соискание степени кандидата юридических наук в Уральской государственной юридической академии на тему «Предприятие как имущественный комплекс по Гражданскому кодексу Российской Федерации». В 2004 г. защитил докторскую диссертацию на тему «Система объектов недвижимого имущества в гражданском праве: теоретические проблемы». В 2008 г. С. А. Степанову было присвоено ученое звание профессора по кафедре гражданского права.
Скончался 12 ноября 2019 года. Похоронен на Лесном кладбище Екатеринбурга.

## Награды и звания
В 2009 г. присвоено звание Почетного профессора Пекинского объединенного университета (г. Пекин, Китай).
В 2011 г. присвоено звание почетного профессора Национального юридического университета (г. Джодхпур, Индия).
В 2013 г. стал лауреатом юридической премии Свердловской области «Персона года» в номинации «За вклад в развитие правового просвещения».

## Основные труды
Опубликовал более 50 публикаций, из них 7 монографий, 16 учебных и учебно-методических изданий.
Под редакцией профессора С. А. Степанова выпущены Комментарий к Гражданскому кодексу Российской Федерации, Комментарий к Семейному кодексу Российской Федерации, учебник «Гражданское право» (совместно с членом-корреспондентом РАН, профессором С. С. Алексеевым).